# William C. Krumbein
William Christian Krumbein (* 28. Januar 1902 in Beaver Falls, Pennsylvania; † 18. August 1979 in Los Angeles, Kalifornien) war ein US-amerikanischer Geologe (Sedimentologie).
Krumbein wuchs nahe Chicago auf und studierte zunächst Betriebswirtschaft sowie dann Geologie an der University of Chicago mit dem Master-Abschluss 1930 und der Promotion 1932 (The mechanical analysis of related samples of glacial till). Er war Associate Professor an der University of Chicago und nach dem Wehrdienst im Zweiten Weltkrieg beim Army Corps of Engineers sowie einer kurzen Zeit 1945/46 bei der Gulf Research and Development Company ab 1946 Professor an der Northwestern University. 1970 emeritierte er dort.
Er wandte statistische Methoden in der Sedimentologie an und hatte darin eine Pionierrolle, unter anderem bei der Klassifizierung der Rundheit von Sedimentkörnern. Er war einer der Gründer der International Association for Mathematical Geology (IAMG), die ihm zu Ehren seit 1976 die Krumbein Medal vergibt. Er wandte früh Computer an und veröffentlichte 1958 ein geologisches Computerprogramm (SOAP) mit Larry Sloss, die erste solche Veröffentlichung in ein.
1977 erhielt er die Twenhofel Medal der SEPM. 1979 erhielt er einen Ehrendoktor der Syracuse University. Er war Mitglied der American Academy of Arts and Sciences (1964) und der Illinois Academy of Sciences und Fellow der Geological Society of America, deren Bulletin er 1963 bis 1974 mit herausgab. 1950 war er Präsident der Society of Sedimentology (SEPM). 1955/56 war er im Executive Comitee der American Association of Petroleum Geologists.

## Schriften
- mit Carey Croneis: Down to Earth, University of Chicago Press 1935
- mit Francis John Pettijohn: Manual of sedimentary petrography, New York 1938
- mit Larry Sloss: Stratigraphy and sedimentation, Freeman, San Francisco 1951, 1963
- mit E. C. Dapples, L. Sloss: Atlas of Lithofacies Maps, 1960
- mit F. A. Graybill: Introduction to statistical methods in geology, McGraw Hill 1965